# Блантајер (дистрикт)
Блантајер (енг. Blantyre) је један од дистрикта у Јужном региону Малавија. Дистрикт заузима површину од 2.012 километара квадратних и има популацију од преко 809.397 становника. Дистрикт је добио име по родном месту Др Дејвида Ливингстона у Шкотској, једним од првих истраживача који је дошао у Малави. Главни град дистрикта је Блантајер.

## Влада и управа
Постоје дванаест народноскупштинских изборних јединица:
- Блантајер Бангве
- Блантајер - источни град
- Блантајер Малабада
- Блантајер - рурални исток
- Блантајер - западни град
- Североисточни Блантајер
- Западни Блантајер
- Блантајер - јужни град
- Блантајер - југоисточни град
- Блантајер Кабула
- Северни Блантајер
- Блантајер - Север

Од избора 2009. године ове изборне јединице одржава Демократска напредна партија (ДНП).

## Већи градови
Највећи градови су:
- Блантајер
- Лимбе